# Araki Shuta
Shuta Araki (sinh ngày 11 tháng 9 năm 1999) là một cầu thủ bóng đá người Nhật Bản.

## Sự nghiệp câu lạc bộ
Shuta Araki đã từng chơi cho Cerezo Osaka.